# Bockhorst (Leiden)
De Bockhorst is een woonbuurt in de wijk de Lage Mors in de Nederlandse stad Leiden, die deel uitmaakt van het Morsdistrict.
Het buurtje van ca. 280 huizen werd eind jaren zeventig gebouwd en geheel ingericht als woonerf. Het bestaat deels uit koopwoningen en deels uit huurhuizen.
De Bockhorst ligt tussen de stadswegen Haagsche Schouwweg/Doctor Lelylaan (N206), waarvan het wordt gescheiden door een aarden geluidswal, en de Plesmanlaan, waar een kantorenstrook als buffer dient.
Om de wijk heen liggen diverse sloten, die de wijk vroeger waarschijnlijk voorzagen van water in tijden van crisis.

## Trivia
- De straten in de Bockhorst zijn genoemd naar beroemde Leidse uitgevers zoals Lodewijk Elsevier, Luchtmans en Brill en Sijthoff.